# ズキンガラス
ズキンガラス (Corvus cornix)は、鳥綱スズメ目カラス科カラス属に分類される鳥類。ハイイロガラスとも呼ばれる。頭部・のど・翼・尾の羽毛・羽根は黒く、胴体部分の羽毛が灰色であることが特徴である。スコットランド、北ヨーロッパ、中央ヨーロッパ、東南ヨーロッパおよび北西アジアに生息する。他のカラス科の鳥類と同様に雑食性である。
カール・フォン・リンネによって1758年に種として記載されたが、生態や形態がハシボソガラスと非常に似ており、生息域が重なる地域で雑種も確認されていたため、20世紀にはほとんどの研究者からハシボソガラスの変種であると見なされてきた。しかし、雑種の例は想定されていたよりも少なく、生まれた雑種の活動性が低いという観察などから、21世紀以降は独立種として扱われることが一般的である。

## 分布

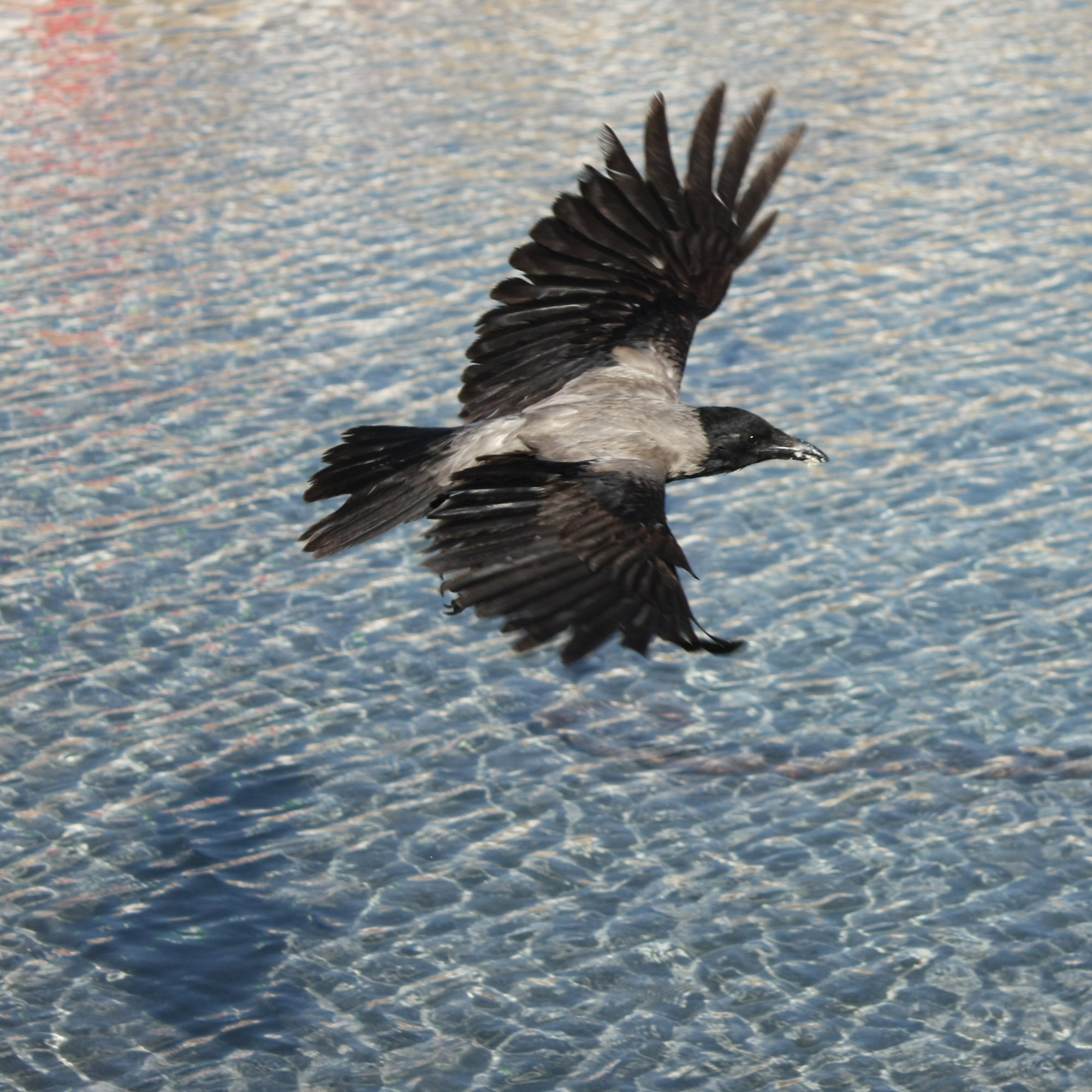
飛んでいる姿(イラン・エスファハーン)

スコットランド、北ヨーロッパ、中央ヨーロッパ、東南ヨーロッパおよび北西アジアに生息する。イギリス北部やドイツ、デンマーク、イタリア北部やシベリアなど、ハシボソガラスと重複する生息範囲内では雑種が見られる。しかし、雑種は純系と比べ適応性が低く、そのことがハシボソガラスと別種とする理由の1つである。
イギリス諸島ではスコットランドやそれに付随する島々、マン島で定期的に繁殖している。アイルランドでも広い範囲で繁殖している。秋季、イギリス東部海岸では渡りを行った個体も見られ、かつてはより頻繁に観察されていた。
日本においては2018年に沖縄県与那国島で初めて自然渡来と思われる個体の観察が報告された。

## 形態

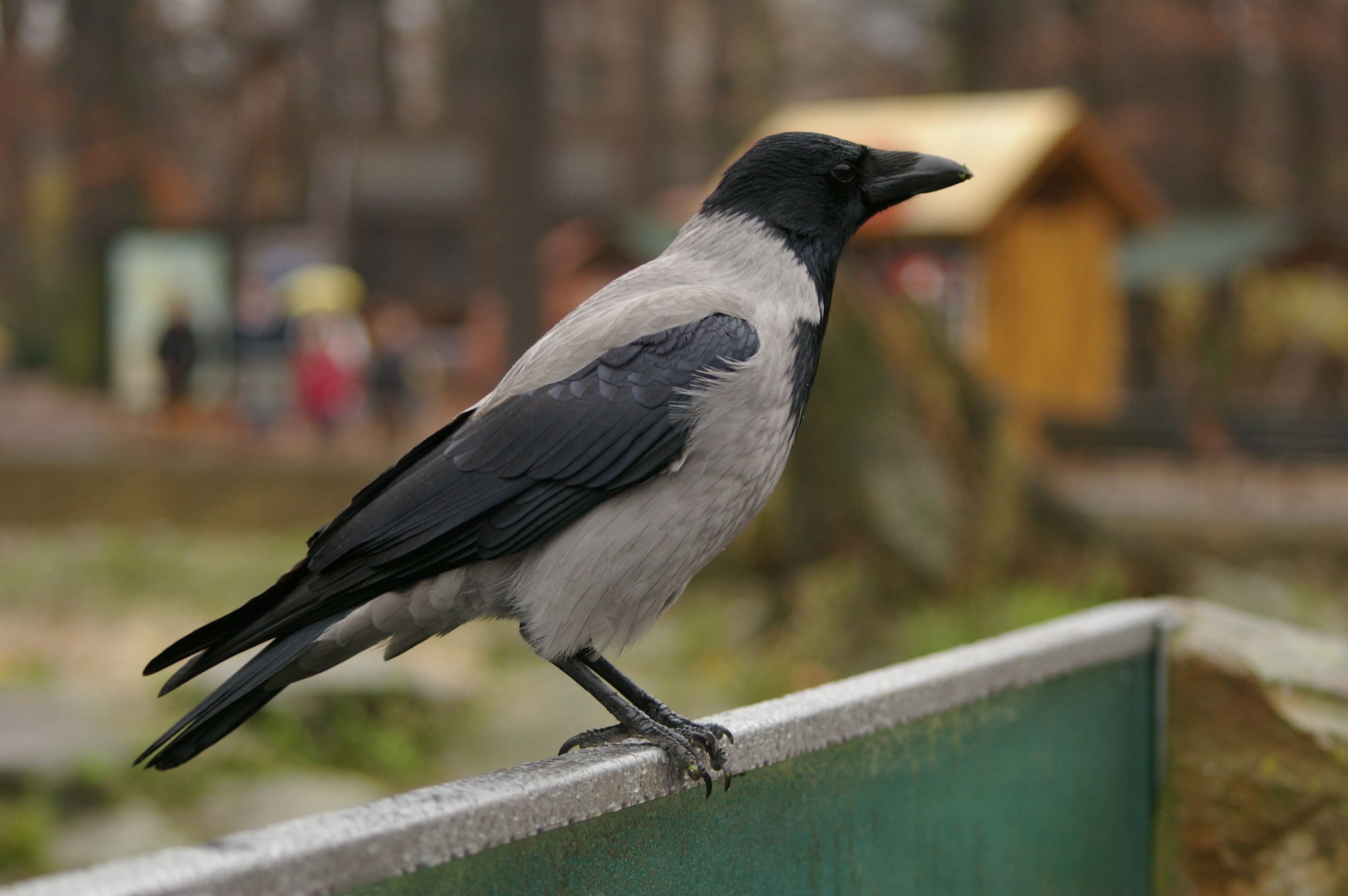
ドイツのベルリンにて

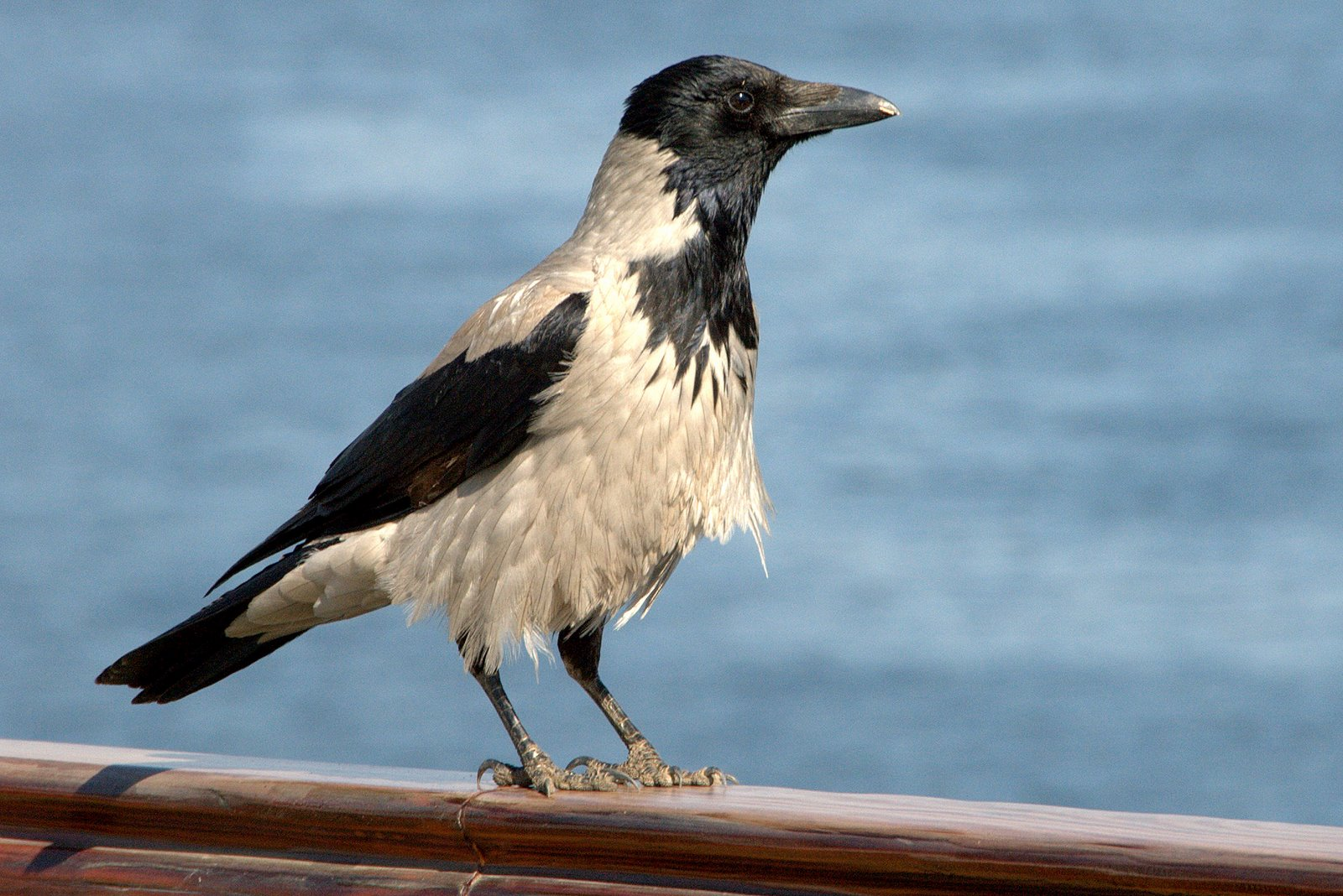
エジプトにて

頭部・のど・翼・尾の羽毛・羽根は黒であり、背面と腹側の羽毛はライトグレーである。嘴は黒でわずかにカーブしており、眼は暗褐色である。他のカラス属と同様に羽毛は1度秋季に生え変わる。雌雄で体の見た目に違いはない。飛行はまっすぐで、羽ばたきのペースは一定である。群れは他のカラスよりも秩序だっており、夕方はねぐらに集まる。大きさは平均46センチ、翼幅は98センチで、重さは510グラムである。一般的な野鳥においては珍しいが、ズキンガラスとハシボソガラスにおいては食物の偏りによって羽に脱色が見られる個体は珍しくない。染色体数は40対80本で、ゲノムサイズは約11.9億塩基対である。
灰色と黒色の羽毛は明瞭で、ハシボソガラスやミヤマガラスなどの他種のカラスと混同することはないが、 鳴き声だけで区別することは困難である。

## 分類
ズキンガラスはカール・フォン・リンネによって自然の体系第10版に記載された多くの生物のうちの1種である。学名Corvusはラテン語のワタリガラス、cornixはカラスに由来している。
長い間、ハシボソガラスの亜種(Corvus corone cornix)と考えられていたように、形態や生態に類似性を見出すことができる。和名も過去にC. corone cornixに対して付けられたものである。

### 亜種
4亜種が認められている。以下の分類・分布はIOC World Bird List (v8.1)に従う。
Corvus cornix cornix Linnaeus, 1758
ヨーロッパ北部および東部
Corvus cornix capellanus Sclater, 1877
イラク東部からイラン南西部
Corvus cornix pallescens (Madarász, 1904)
イラクからエジプトおよびトルコ
Corvus cornix sharpii  Oates, 1889
バルカン半島からイラン北部・中央アジア・シベリア西部にかけて

### ハシボソガラスとの関係

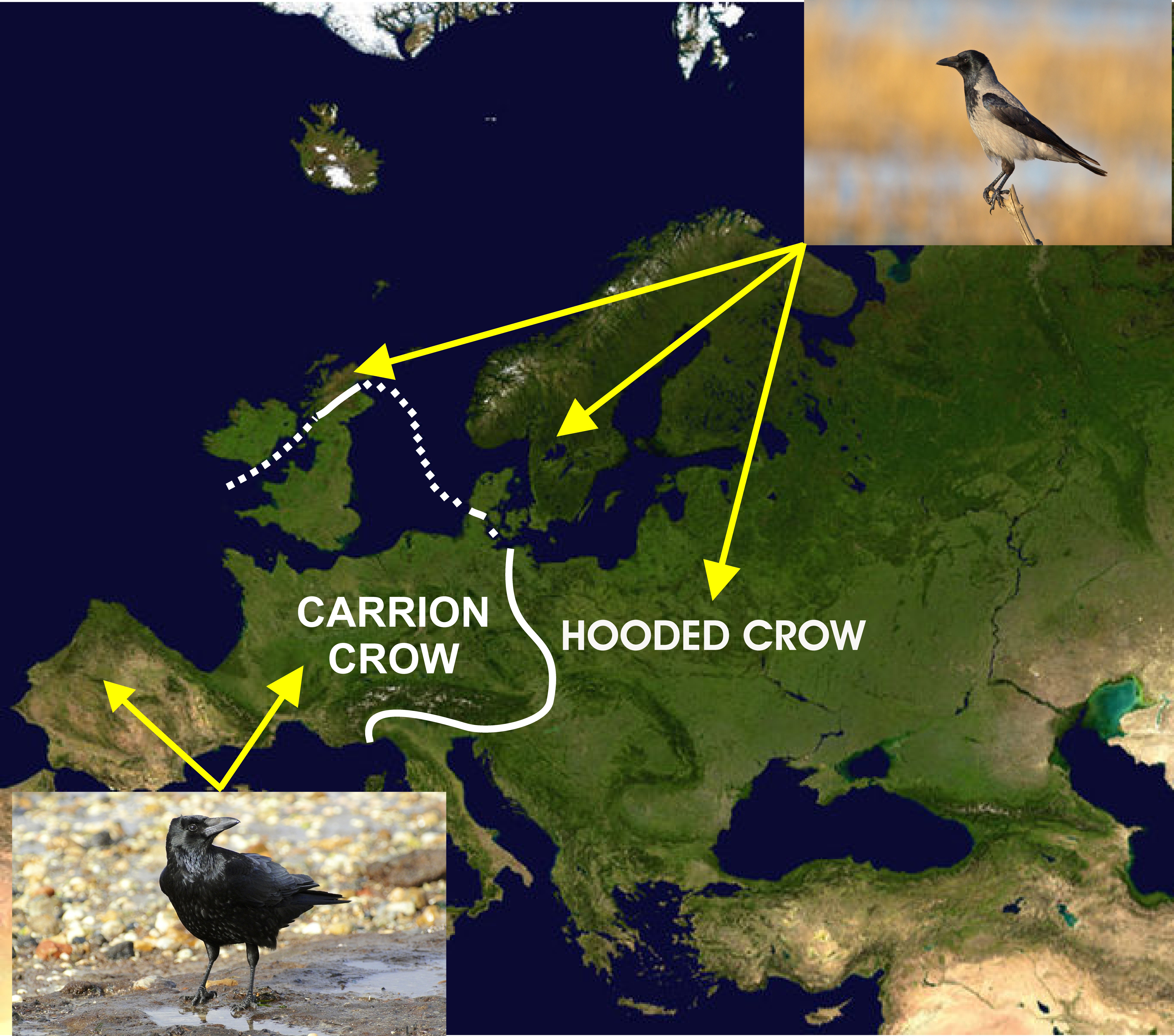
ハシボソガラスと本種の分布を白線で分けたヨーロッパの地図

胴体部分の羽毛が灰色であるズキンガラスと全身黒色のハシボソガラスはリンネによって別種と記載されて以降、その分類については議論がなされてきた。西ヨーロッパと東アジアにハシボソガラス、その間にズキンガラスが生息するという地理的な分布は、これらの共通祖先が更新世における氷河期に3ヶ所の生息域にそれぞれ隔離され、生殖隔離とズキンガラスにおける特徴的な表現型の変化が進んだ後、完新世期において生息域が拡大した結果であると考えられており、生息域拡大に伴う二次的接触によるとされる自然雑種の存在は古典的な教科書に掲載されている程度によく知られている。交雑個体の色はハシボソガラスよりも灰色で、ズキンガラスよりも黒く、ちょうど両種の中間の形態を示し、胸にはヘリンボーン状の模様が現れ、繁殖能力も有する。しかし、交雑帯においても交雑個体は時々にしか観察されない。この隔離の不完全さと遺伝的な同一性の高さから、過去にはハシボソガラスの亜種と考えられることもあった。しかし、非任意交配を示すことや遺伝子発現のパターンの違いから、別種であるという主張もなされてきた。
Poelstraらが2014年にサイエンス誌に発表した研究では、これらの2種について、ヨーロッパ地域の交雑帯から完全に隔離されている地域までの幅広い範囲に生息する集団に由来する個体の全ゲノム解析を行った。その結果、この2種間では総じてゲノム配列の違いはごく僅かであり、例えば、ドイツのハシボソガラスはスペインのハシボソガラスよりも明らかにズキンガラスに近いゲノム配列を持っていた。一方で、遺伝子発現解析によって発現が異なる遺伝子は羽嚢で発現する色素関連遺伝子に集中していることが確認され、これら2種のゲノム中には遺伝子流動が強く抑制されている箇所が存在し、そのうち最も抑制が顕著な18番染色体上の領域には色素および体色に関連する遺伝子と関連する1塩基多型の殆どが存在していた。このことは、羽毛の色のパターンという外見的特徴によって接合前隔離が起こっていることを強く示唆しており、自然選択ではなく、同類交配と性選択によって形態および遺伝的差異が引き起こされていると考えられる。
一方で、シベリア地域ではEastern carrion crow（ハシボソガラスの亜種）と交雑しており、その交雑集団においては18番染色体ではなく、21番染色体上に最も遺伝子流動が抑制されている領域が検出され、色素関連遺伝子に関してもヨーロッパ地域と共通して遺伝子流動が抑制されている遺伝子が限られていたことから、地域ごとに独立した選択圧が生じていることが示唆された。

## 生態
ハシボソガラスと同様、雑食性で腐肉や無脊椎動物、穀物や他の鳥類の巣から盗んだ卵を食べる。ムール貝を咥えて、5メートルほどの高さから硬い地面へ落とし、殻を割って中身を食べる習性があるのもハシボソガラスと同様である。古スコットランド語では中身のないウニの殻のことをカラスのカップと呼んでいた。オオバンやマガモ、カモメなどの卵や雛を食べる。他のカラス同様、なにかの隙間や茂み、土などの下に食べ物を隠し、その後戻ってきて食べる習性がある。サイエンスライターのDavid Quammenはその著書で、冬のフィンランドにおいて釣り人が氷上で穴釣りをしていると目を離している間にズキンガラスに垂らしていた釣り糸を嘴で巧みに引っ張られて魚を盗られる、という話を伝えている。

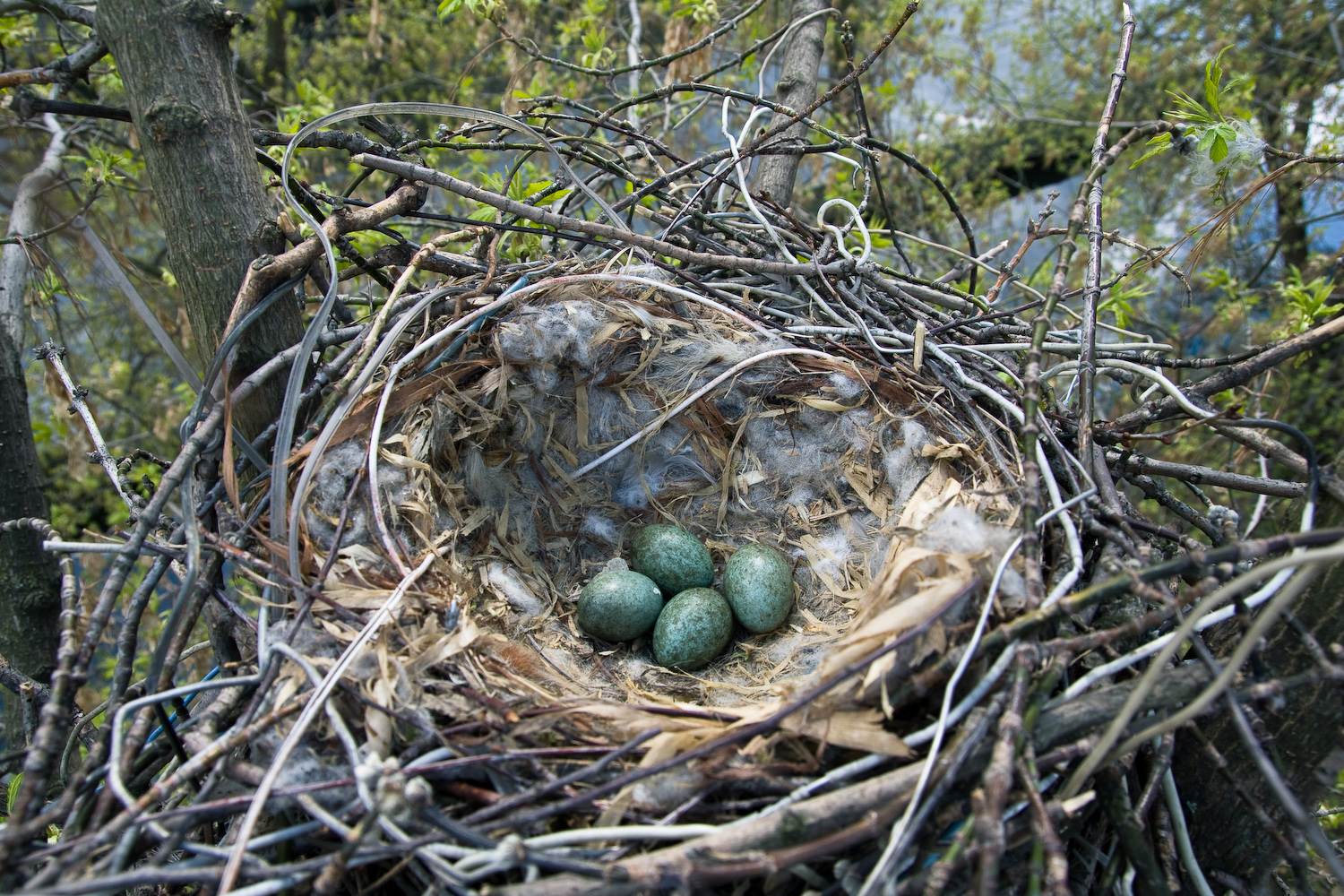
卵と巣

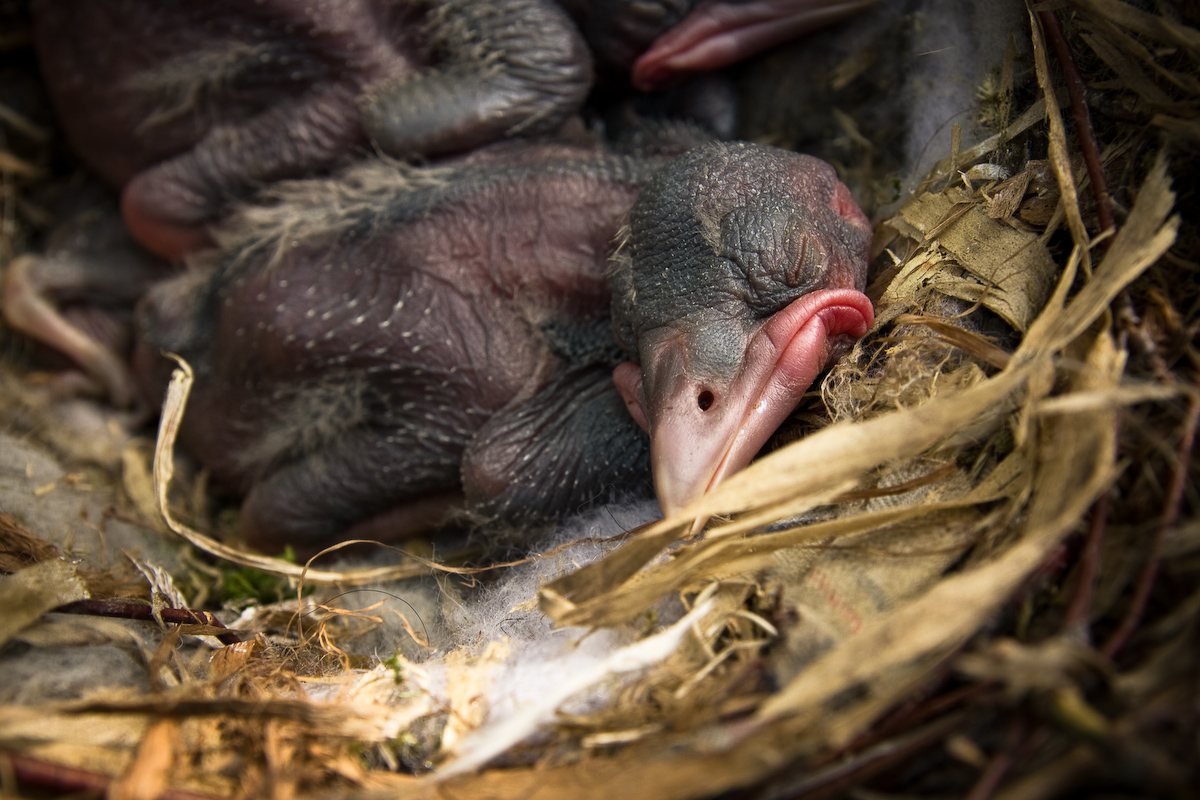
生後10日の雛

巣作りは地域により異なり、寒い地域ほど遅い。ロシア北西部やシェトランド諸島、フェロー諸島では5月中旬から6月中旬、ペルシア湾岸では2月下旬である。イギリス諸島のより暖かい地域では4月が産卵期にあたる。巣は高い木に作られることが多いが、断崖や鉄塔、砂丘やギョリュウモドキが繁茂する地表近くに作られることもある。形状はハシボソガラスのものと似ているが、海岸に作られた巣では海藻を巣に織り込ませることがしばしばあり、動物の骨や針金も頻繁に使用されている。1度に3から6個の卵を生む。卵は緑がかった青で茶色の斑点がある。大きさは4.3センチ×3センチで、重さは19.8グラムで、うち6%が殻である。雛は晩成性で、雌によって17日から19日間暖められ、雄によって餌が調達される。生後32日から36日後に巣立っていく。子育て中の雌は自分の食べ物の殆どを雛に食べさせることが報告されている。
記録された最高寿命は10年と5日である。

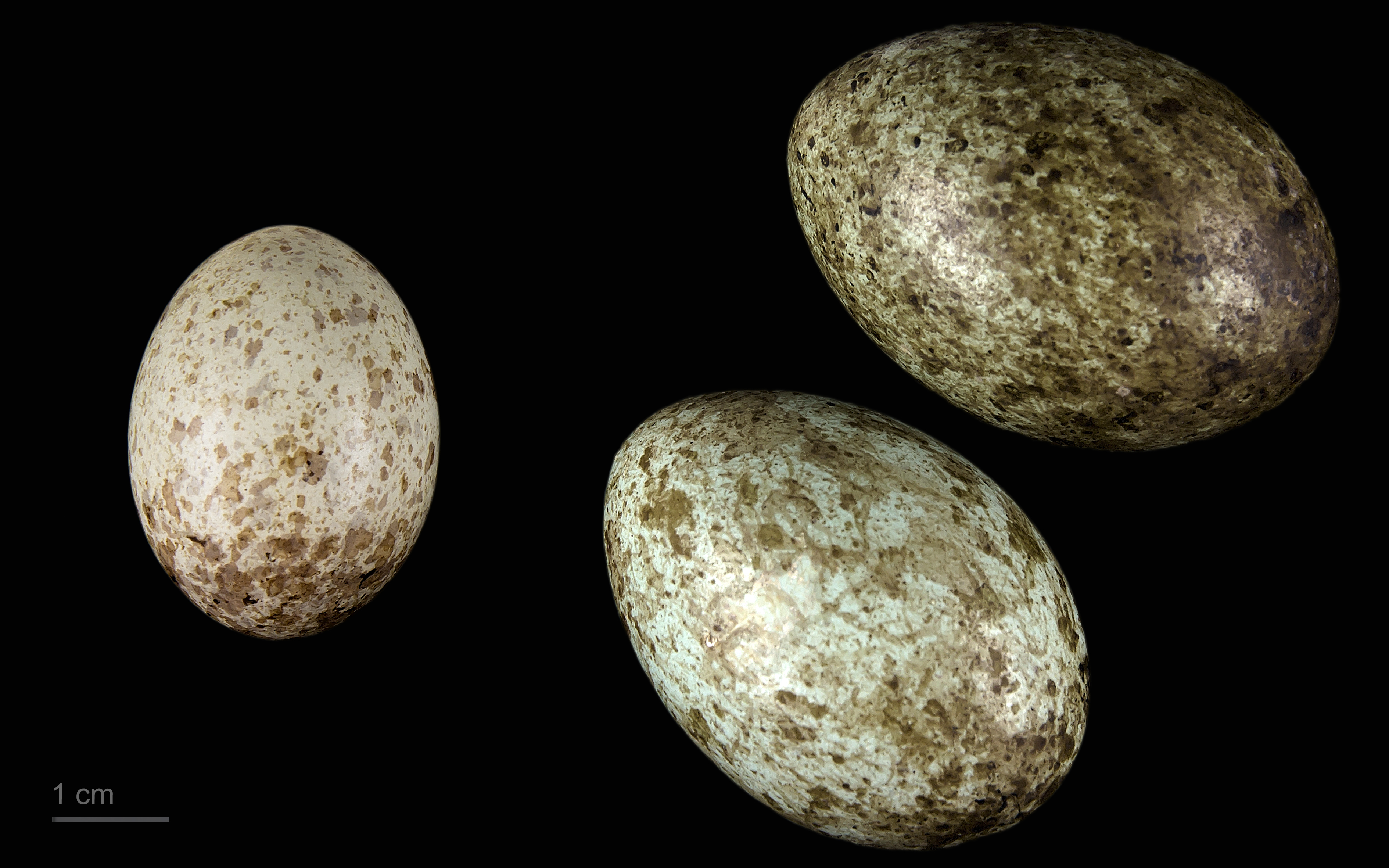
マダムランカッコウ（左）とズキンガラス（右）の卵

托卵するマダラカンムリカッコウの第二宿主となることがある（カササギが第一宿主)。しかし、イスラエルやエジプトのようにカササギが生息しない地域では本種が第一宿主となる。

## 人間との関係

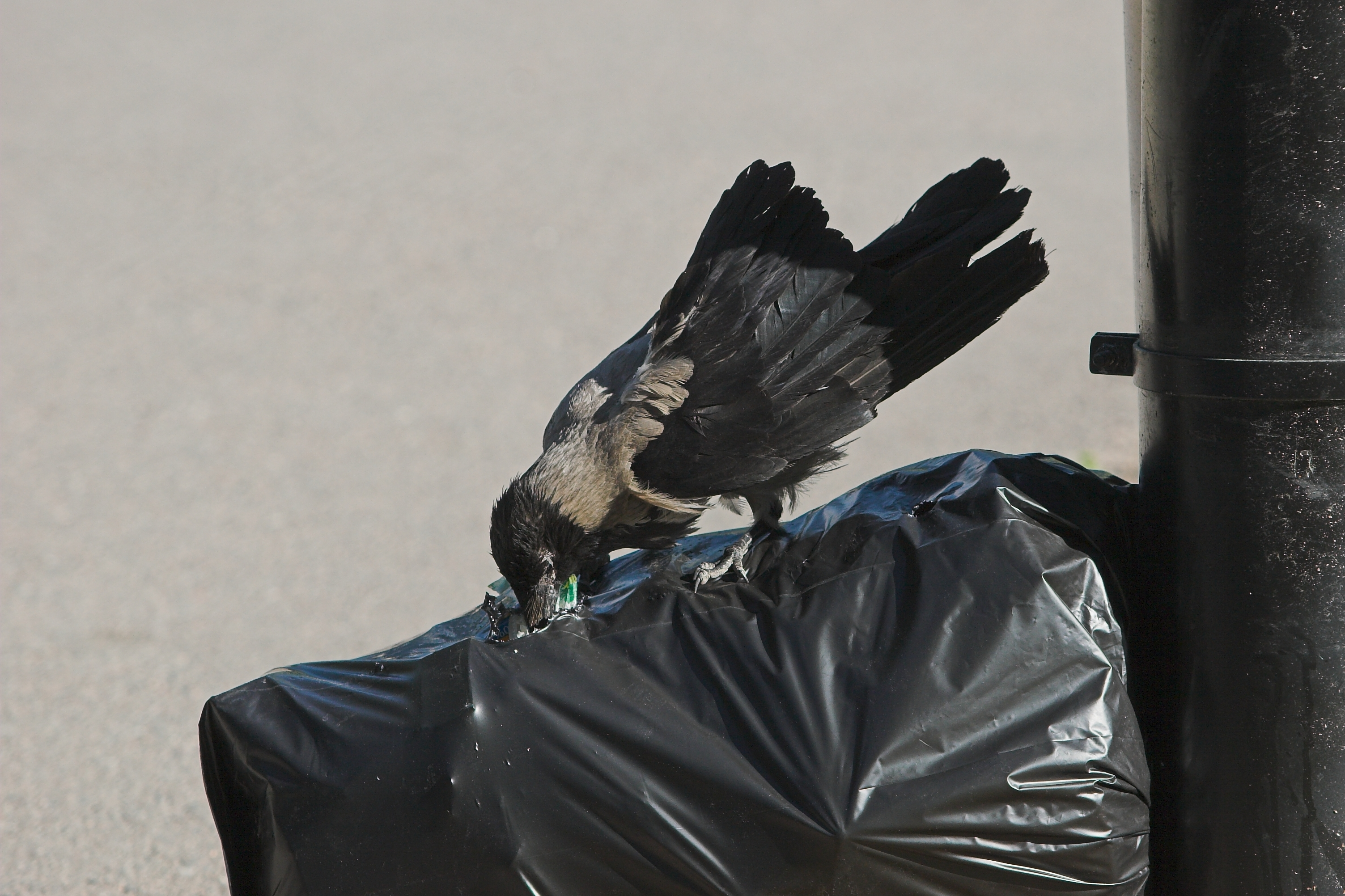
穴の空いた袋から食べ物を探すズキンガラス

定期的に農家やライチョウ狩りで駆除されている。アイルランドのコーク県の銃会では1980年代初頭の2年で2万3000羽が撃たれている。
ユーラシア大陸の広範囲に生息しており、Scotch crowやDanish crowとしても知られている。スコットランドではhoodie、北アイルランドではgrey crowと呼ばれている。ドイツではNebelkrähe（mist crow）と呼ばれる。
ハシボソガラスと本種が重複して生息する範囲は北西にゆっくりと広がりつつあるが、ロシア除くヨーロッパ地域に300万羽の個体数がある。この動きはハシボソガラスと本種を別種としているスウェーデンにおいて、2020年にハシボソガラスがレッドリストに近危急種として登録されたことからもうかがえる。
毎年冬になると頻繁にイングランド南部へ渡ってきていた時代があり、その時代にはロイストンクロウ(Royston Crow)とも呼ばれていた。ズキンガラスはロイストンのシンボルとされており、1855年設立の地方紙であるRoyston Crowの名前の由来になっているほか、ロイストンやロイストンが属する ノース・ハートフォードシャー地方議会の紋章のクレストにあしらわれている。ズキンガラスの学名に由来する「Corvus Cornix」というバスケットボールクラブもある。
ノルウェー王宮の「The Bird room」に描かれている43種の鳥のうちの1種である。
ジェスロ・タルのJack Frost And The Hooded Crowという歌はクリスマス・アルバムのザ・ブロードスウォード・アンド・ザ・ビーストのボーナストラックに収録されている。

### 伝承・民俗
ケルト神話において、モリガン、テトラの妻あるいはカリアッハベーラの顕現だったとされるズキンガラスがクー・フーリンの今際の際に肩に乗ったとも伝えられている。この話は戦神モリガンの伝承としてハイランド地方とアイルランドにおけるフェアリー伝承と関連付けられ、18世紀、ズキンガラスはフェアリーから魔法の力を授かっていると考えられており、スコットランドの牧羊者は羊の群れを見逃してもらうためにズキンガラスに捧げものをする儀式を行っていた。
フェロー諸島には、聖燭祭の朝に出かけた未婚者が石や骨、芝生をズキンガラス目掛けて投げ、そのズキンガラスが海へ飛んでいけば夫は外国人で、農場や家に飛べばそこの男性と結婚し、じっとしたままであれば未婚のままという伝承がある。